# Марк Юний Брут (претор 88 года до н. э.)
Марк Юний Брут (лат. Marcus Iunius Brutus; умер в 82 году до н. э.) — римский политический деятель из плебейского рода Юниев, претор 88 года до н. э. В гражданских войнах между Луцием Корнелием Суллой и марианцами примкнул к последним и погиб вместе с Гнеем Папирием Карбоном.

## Биография
Марк Юний принадлежал к плебейскому роду Юниев, первые достоверные известия о котором относятся к концу IV века до н. э. В I веке до н. э. плебеи Бруты уже претендовали на происхождение от патриция Луция Юния Брута, легендарного основателя Римской Республики, который якобы был потомком троянцев. О ближайших предках Марка Юния и о его родстве с сородичами-современниками, носившими то же имя (народным трибуном 83 года до н. э. и профессиональным обвинителем), ничего не известно.
Первые упоминания о Марке Юнии в сохранившихся источниках относятся к 88 году до н. э., когда он занимал должность претора. В это время начиналась первая в истории Рима гражданская война. Консул Луций Корнелий Сулла двинул армию на столицу, а сенат, контролировавшийся тогда его врагами Гаем Марием и Публием Сульпицием, отправил навстречу ему Брута и ещё одного претора, Сервилия, с приказом остановить поход. Солдаты Суллы решили, что послы говорят слишком дерзко, а потому избили их, сорвали с них пурпурные тоги, изломали фасции «и после многих оскорблений отослали их назад».
Рим вскоре был взят. Сенат по предложению Суллы объявил врагами (hostes) двенадцать человек во главе с Марием и Сульпицием. В их числе Аппиан называет и какого-то Юния Брута; по одной из версий, это мог быть именно претор (в других версиях фигурируют ещё один Марк Юний Брут, Децим Юний Брут и Луций Юний Брут Дамасипп). В любом случае Марк Юний бежал от сулланцев в Испанию, а в 87 году до н. э. вернулся оттуда и присоединился к Марию, осаждавшему в это время Рим.
В следующий раз Брут появляется в источниках в 82 году до н. э., во время очередной гражданской войны. Когда марианцы потерпели окончательное поражение, Марк Юний бежал вместе с консулом Гнеем Папирием Карбоном в провинцию Африка. В пути беглецы остановились на острове Коссура, и оттуда Карбон направил Брута на рыбацкой лодке в сицилийский Лилибей на разведку. Лодку окружили вражеские корабли; Марк Юний, не желая сдаваться в плен, покончил с собой. По словам эпитоматора Тита Ливия, он «упёр свой меч рукоятью в скамейку и остриём вверх и бросился на него всей тяжестью тела».
Марк Туллий Цицерон, перечисляя римских ораторов в своём трактате «Брут», упоминает некоего Марка Брута, которому занятия правом и философией «не помешали… достигнуть самого высокого признания». Возможно, речь идёт именно о преторе 88 года до н. э.